# Pontus Braunerhjelm
Pontus Braunerhjelm (nacido en 1953) es un economista sueco que trabaja como profesor en el Real Instituto de Tecnología, donde fue jefe del Departamento de Economía Industrial y Gestión (2012-2016). Anteriormente, fue Secretario General del Consejo de Globalización del gobierno sueco y hasta 2014 CEO del Swedish Entrepreneurship Forum.

## Biografía
Braunerhjelm obtuvo su doctorado en economía internacional en el Instituto de Altos Estudios Internacionales y del Desarrollo de Ginebra en 1994, y también un doctorado en la Escuela de Negocios Internacional de Jönköping, en 1999, sobre capital de conocimiento, desempeño empresarial y producción en red.
Braunerhjelm fue elegido en 2009 miembro de la Real Academia Sueca de Ciencias de la Ingeniería.
El 3 de abril de 2014, Braunerhjelm fue designado por el gobierno sueco presidente del Comité de Emprendimiento con la tarea de revisar los impuestos corporativos y las condiciones para iniciar, operar, desarrollar y poseer empresas en Suecia.
Sus publicaciones científicas tienen, según Google Scholar, un índice h de 34.